# Joe Taslim
Johannes "Joe" Taslim (23 de junio de 1981) es un artista marcial, cantante, modelo y actor indonesio. Es sobre todo conocido por su papel en Serbuan Maut, compartiendo estrellato con Iko Uwais y Yayan Ruhian, y en Fast & Furious 6, con Vin Diesel, Paul Walker y Dwayne Johnson.

## Carrera
Joe nació en Palembang, Indonesia, de Maria Goretty y Marjuki Taslim. Fan de Bruce Lee, comenzó su carrera en las artes marciales a una edad muy temprana, entrenando en karate, taekwondo, wushu y sobre todo silat y judo. De entre estas artes, Taslim encontró el judo su preferida y compitió profesionalmente en ella, ganando varias medallas de oro en campeonatos nacionales, una medalla de oro en los 1999 South East Asia Judo Championships y una medalla de plata en los 2007 ASEAN Games. Taslim fue parte del equipo nacional de Indonesia de 1997 a 2009, año en que una lesión le obligó a retirarse.
Taslim trabajó además como modelo y actor, apareciendo en revistas, anuncios de televisión y largometrajes producidos en Indonesia. En 2010, Joe obtuvo el papel del sargento de policía Jaka en la galardonada Serbuan Maut, después de una serie de audiciones y pruebas. Poco después, Taslim tomó parte en la primera producción de terror de HBO Asia, Dead Mine, la cual fue estrenada en varios países de Asia en septiembre de 2012.
Joe tuvo su debut en Hollywood en 2013 como parte del elenco de la película Fast & Furious 6, interpretando a Jah, un asesino experto en artes marciales y parkour a sueldo del antagonista del filme, destacando por su escena de lucha contra los personajes Roman Pearce (Tyrese Gibson) y Han Seoul-Oh (Sung Kang).
En mayo de 2013, se dejó saber que Taslim tendría un papel principal en The Night Comes for Us, compartiendo de nuevo film con la estrella de Serbuan Maut Yayan Ruhian, pero la producción de la película fue cancelada en septiembre de 2014, revelándose que el guion sería convertido en una novela gráfica. Finalmente, la película fue realizada por Netflix.
Desde 2019, Taslim integra el reparto de la serie Warrior.
En julio de 2019 Taslim fue seleccionado para interpretar a Sub-Zero en la nueva película de Mortal Kombat a estrenarse en 2021. El actor tiene contrato con Warner Bros. para continuar interpretando al personaje Sub-Zero en una posible trilogía.

## Filmografía
| Título                | Papel         | Año  |
| Karma                 | Armand Guan   | 2008 |
| Rasa                  | Allivan       | 2009 |
| Serbuan Maut          | Sargento Jaka | 2011 |
| Dead Mine             | Joko          | 2012 |
| Fast & Furious 6      | Jah           | 2013 |
| La Tahzan             | Yamada        | 2013 |
| Star Trek Beyond      | Manas         | 2016 |
| The Night Come For Us | Ito           | 2018 |
| Hit & Run             | Tegar Satria  | 2019 |
| The Swordsman         | Gurutai       | 2020 |
| Mortal Kombat         | Sub-Zero      | 2021 |
| Mortal Kombat 2       | Sub-Zero      | 2025 |